# Mattias Folkestad
Erik Mattias Folkestad, tidigare Hallberg, född 6 augusti 1990 i Bäve i Bohuslän, var ordförande för Sveriges Elevkårer . Han efterträdde Samir El-Sabini på posten den 1 januari 2013 och avgick den 1 januari 2015. Han var också vice ordförande för Landsrådet för Sveriges Ungdomsorganisationer från 2012 till 2014.  Hallberg har en kandidatexamen i nationalekonomi från Stockholms Universitet.
Han har tidigare suttit i styrelsen för Sveriges Elevråds Centralorganisation - SECO (nuv Sveriges Elevkårer) 2009-2010. Hallberg arbetade senare som pressekreterare för organisationen. Han har också varit ledamot i Rikskommittén för Moderat Skolungdom 2008–2009.

## Bakgrund
Mattias Folkestad är uppväxt i Ljungskile, men gick på Sigrid Rudebecks gymnasium i Göteborg. Han gick naturvetenskaplig linje och var under skoltiden med och grundade Sigrid Rudebecks Elevkår. Han var ansvarig för påverkansarbetet i elevkåren och var även med och arrangerade Slaget om Innerstan  samt Roddkampen mellan Samskolan och Rudebecks. Under gymnasietiden fick Folkestad också stipendium från Göteborgs Biologiska Förening för sitt projektarbete "Den enda synliga delen av hjärnan".

## Författare
2014 debuterade Mattias Folkestad som författare med boken Varför finns det inga svenska high school-filmer? utgiven av Elevrörelsens förlag. Boken är en berättelse och reflektion över elevrörelsens historia, utveckling och framtid, baserad på branschorganisationen Sveriges Elevkårers arkiv samt Folkestads egna efterforskningar och erfarenheter som engagerad.